# Aus Mangel an Beweisen (1990)
Aus Mangel an Beweisen (Originaltitel: Presumed Innocent) ist ein Gerichts-Thriller aus dem Jahr 1990 von Regisseur Alan J. Pakula, der zusammen mit Frank Pierson auch das Drehbuch schrieb. Die Hauptrolle spielt Harrison Ford. Der Film basiert auf dem 1987 veröffentlichten Roman Presumed Innocent (deutscher Buchtitel: Aus Mangel an Beweisen) von Scott Turow.

## Handlung
Rozat Sabich, genannt Rusty, ist stellvertretender Staatsanwalt in Kindle County. Eines Tages erfährt er, dass seine Kollegin Carolyn Polhemus ermordet wurde. Sie wurde mit Seilen gefesselt in ihrer Wohnung aufgefunden. Dort wurde sie offenbar vergewaltigt und mit einem stumpfen Gegenstand erschlagen.
Raymond Horgan steckt gerade mitten im Wahlkampf, er will als oberster County-Staatsanwalt wiedergewählt werden. Da er befürchtet, dass sein Gegner Nico Della Guardia den Fall für sich ausnutzt und ihn als schwachen und unfähigen Staatsanwalt darstellen könnte, beauftragt er seinen Stellvertreter „Rusty“, die Ermittlungen zu übernehmen und diese mit höchster Priorität zu verfolgen. Rusty ist davon nicht begeistert, lenkt aber ein und macht sich mit dem Polizisten Lipranzer an den Fall. Rustys innerer Konflikt: Er hatte mit dem Mordopfer eine heimliche Affäre; Carolyn hatte sie beendet, während Rusty ihr immer noch nachtrauerte.
Horgan verliert die Wahl gegen Della Guardia. Im Laufe der Ermittlungen stellt man fest, dass die Fingerabdrücke an einem am Tatort sichergestellten Bierglas von Rusty stammen. Überprüfungen der Telefonate haben zudem Anrufe von Rustys Privatanschluss beim Opfer ergeben. Aufgrund der von Rusty versuchten Zurückhaltung dieser Beweise ist der neu gewählte Staatsanwalt Della Guardia zusammen mit dem Leiter der Mordkommission, Tommy Molto, schnell bei der Hand, Rusty des Mordes an Carolyn Polhemus zu beschuldigen. Rusty heuert für seine Verteidigung daraufhin den Anwalt Alejandro Stern, genannt „Sandy“, an.
Die weiteren Ermittlungen ergeben, dass aufgrund der bei der Toten gefundenen Spermaspuren die Blutgruppe des Täters Blutgruppe A ist – die gleiche, die auch Rusty hat. Auch wurden Faserspuren von einem Teppich aus dessen Wohnung am Tatort gefunden.
Im Verlauf des Gerichtsverfahrens werden jedoch Fehler und Widersprüche der Anklage offenbar. Das Glas mit den Fingerabdrücken kann nicht mehr gefunden werden und kommt deshalb als Beweismittel nicht mehr in Frage. Es bestehen Zweifel an der Glaubwürdigkeit der Zeugenaussage von Horgan gegen Rusty, der am Tag nach dem Mord an Carolyn heimlich eine Fallakte aus ihrem Büro entfernt hat. Der Gerichtsmediziner hat in seinen Schlussfolgerungen übersehen, dass Polhemus sterilisiert war, ein Widerspruch zum Befund eines Spermien-abtötenden Mittels, das auf die Verwendung eines Diaphragmas hinwies. Auf der Schlussfolgerung, dass der Täter nach einem einvernehmlichen Geschlechtsverkehr mit Polhemus das Diaphragma entfernt haben müsste, um eine Vergewaltigung vorzutäuschen, beruht jedoch eine weitere Indizienkette zum Nachweis von Rustys angeblicher Schuld.
Richter Larren Lyttle kann daher nicht umhin, die Anklage abzuweisen und Rusty freizusprechen.
Lipranzer erklärt Rusty, dass er es gewesen sei, der das Glas nicht mehr in die Asservatenkammer zurückgebracht habe, da Molto den Empfang dafür bereits quittiert hatte. Rusty ist zwar dankbar, dass sein Freund ihm helfen wollte, aber auch schockiert, dass ein Polizist dazu bereit gewesen ist, Beweismittel zu unterschlagen.
Im Leben von Rusty Sabich und seiner Familie scheint wieder alles im Lot, und seine Frau Barbara erhält eine Stelle als Dozentin an einer Universität. Doch als er eines Tages bei Gartenarbeiten einen Hammer mit Blutspuren und Haaren findet, ist er schockiert und wäscht die Spuren sofort ab. Da kommt seine Frau hinzu und gesteht ihm, dass sie Carolyn getötet hat. Nachdem sie von seiner Affäre mit Carolyn Polhemus erfahren habe, sei sie in Depressionen versunken und habe sich selbst umbringen wollen, aber dann den Plan gefasst, „die Zerstörerin zu zerstören“. Rusty ist schockiert, aber er will seinem Sohn nicht die Mutter wegnehmen, also beschließt er, das Geständnis für sich zu behalten und den Mord an Carolyn unaufgeklärt zu lassen.

## Hintergrund
- Die Dreharbeiten fanden vom 31. Juli 1989 bis 24. Oktober 1989 in den USA (unter anderem in Allendale) und Kanada statt.
- Der Film spielte in den Kinos weltweit rund 221 Millionen US-Dollar ein, davon allein 86 Millionen in den USA.
- Kinostart in den Vereinigten Staaten war am 27. Juli 1990, in Deutschland am 13. Dezember 1990.

## Kritiken
Gerhard Midding von der taz hält Aus Mangel an Beweisen für einen „Film, der sich schwerlich unter die gängigen Kategorien der Popcorn- und Comicstrip-Filme subsumieren lässt“, da er als Gerichtsfilm zwar „bewährten Kinokonventionen“, aber „keineswegs [...] aktuellen Moden“ folge. Somit behandele der Film „ein spektakuläres Sujet auf bemerkenswert unspektakuläre Weise“. Die von Midding konstatierte Nüchternheit des Films äußere sich auch in Form einer „unaufdringliche[n] Souveränität“ in der Zusammenarbeit des Regisseurs mit seinem Kameramann Gordon Willis: „Die Inszenierung gehorcht strenger, fast puritanischer Disziplin“.
Jürgen Richter stellt in der Frankfurter Allgemeinen Zeitung fest: „In der Konstruktion eines Extrem- und sicher auch Ausnahmefalls ist Alan J. Pakula mit seinem Film [...] in minuziöser Aufarbeitung aller Stationen von Verfehlung, Ermittlung und Beweisführung die Brüchigkeit eines scheinbar sicheren Systems gelungen“. Für Richter handelt es sich um einen „sachlich notierenden, aber niemals pathetisch deklamierenden Film“, dessen Spannung getragen werde „von der Stärke der Charaktere, nicht von vordergründigen kämpferischen Spektakeln“. Der Film wisse „mit einem Tatort-Foto mehr zu beeindrucken [...] als mit einer Action-Einlage“ und schlage „aus den Funken zwischen Strategie und Intrige ein Feuerwerk ganz ohne Feuerwaffen“.
Hellmuth Karasek schrieb am 9. Dezember 1990 im Spiegel: „Der Staatsanwalt ermittelt in einer Mordsache und stößt auf sich selbst - der wievielte Ödipus-Aufguß mag der Film in seinem ersten Teil sein? Doch geht es Pakula um mehr: Er will die politische und moralische Korruption brandmarken, die das amerikanische Justiz- und Polizeisystem doch so offenkundig angefressen hat. […] Aber sosehr der Film hier mit forensischen Finten arbeitet und kriminalistische Überraschungen aus dem Hut zaubert - in Wahrheit läuft das in geölter Routine inszenierte Gerichtsspektakel auf die alte puritanische Moral hinaus, daß Untreue sich furchtbar rächt. Dem Seitensprung aus niedrigen sexuellen Motiven droht im US-Kino a la Pakula immer noch die Todesstrafe. Der Film kriegt raus, wer sie, als Täter getarnt, verhängen darf.“
Auf Rotten Tomatoes erhielt der Film eine Gesamtwertung von 7,5/10 bei 87 % positiven Kritiken (von 55 gezählten Kritiken waren 48 positiv). Unter den Top-Kritikern waren alle 8 Rezensionen positiv und die Bewertung somit 100 %.

## Auszeichnungen
- John Williams erhielt bei der Verleihung der BMI Film & TV Awards 1991 für die Filmmusik einen „BMI Film Music Award“.
- Frank Pierson und Alan J. Pakula waren in der Kategorie „Bestes Filmdrehbuch“ für einen Edgar Allan Poe Award 1991 nominiert.
- Die Deutsche Film- und Medienbewertung FBW in Wiesbaden verlieh dem Film das Prädikat „Besonders wertvoll“.